# Пиздри
Пиздри (пол. Pyzdry) — місто в західній Польщі, на річці Варта.

## Демографія
Демографічна структура станом на 31 березня 2011 року:
|          | Загалом | Допрацездатний вік | Працездатний вік | Постпрацездатний вік |
| -------- | ------- | ------------------ | ---------------- | -------------------- |
| Чоловіки | 1584    | 342                | 1108             | 134                  |
| Жінки    | 1688    | 319                | 1006             | 363                  |
| Разом    | 3272    | 661                | 2114             | 497                  |